# Barra 51

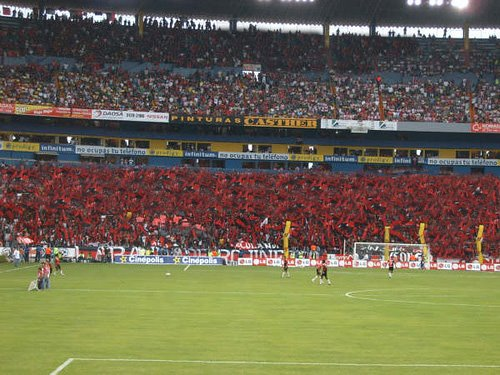
Die Kurve der Barra 51 im heimischen Estadio Jalisco.

Barra 51 ist die bedeutendste Ultrà-Gruppierung des mexikanischen Erstligisten Atlas FC, einer der zwei großen Fußballmannschaften in der zweitgrößten mexikanischen Stadt Guadalajara, der Hauptstadt des Bundesstaates Jalisco. Sie gilt als eine der gefährlichsten Fangruppierungen des Landes, die immer wieder durch Gewalttätigkeiten auffällt.
So war sie immer wieder in Gewaltexzesse bei Spielen gegen ihren Erzrivalen Chivas (gegen den das Stadtderby bestritten wird) und den Querétaro FC verstrickt. Die seit 2007 währende Fehde mit dem Querétaro FC mündete im März 2022 zur Tragödie von Querétaro, bei der gewalttätige Heimfans Jagd auf die Atlas-Fans machten. Zwar ging diese Brutalität vornehmlich von den ebenso gewaltbereiten Fans von Querétaro aus, doch gerieten im Rahmen der Ermittlungen auch 19 Anhänger aus dem Bundesstaat Jalisco ins Visier der Fahnder. Unter anderem wurde ein genannter Juan Álvaro “N” verhaftet, der als Anführer der Barra 51 ausfindig gemacht wurde.

## Geschichte
Bereits ein Jahr nachdem in Pachuca de Soto die erste Barra Brava in Mexiko gegründet worden war, entstand im August 1997 die Barra 51, deren Name in Anlehnung an den bis dahin einzigen Meistertitel des Vereins im Jahre 1951 gewählt wurde.
Große Rivalitäten, die viel Konfliktstoff für Gewaltexzesse bieten, bestehen – neben den bereits erwähnten zum Stadtrivalen Chivas und zum Querétaro FC – auch zum Hauptstadtverein Club América, zu den UANL Tigres und zum gut 200 km entfernt beheimateten „Regionalkonkurrenten“ Club León.
Die Barra 51 ist nicht nur für Gewalttätigkeiten gegen andere Barras bekannt, sondern greift gelegentlich auch eigene Spieler und Trainer sowie deren Familien an.